# توسوس

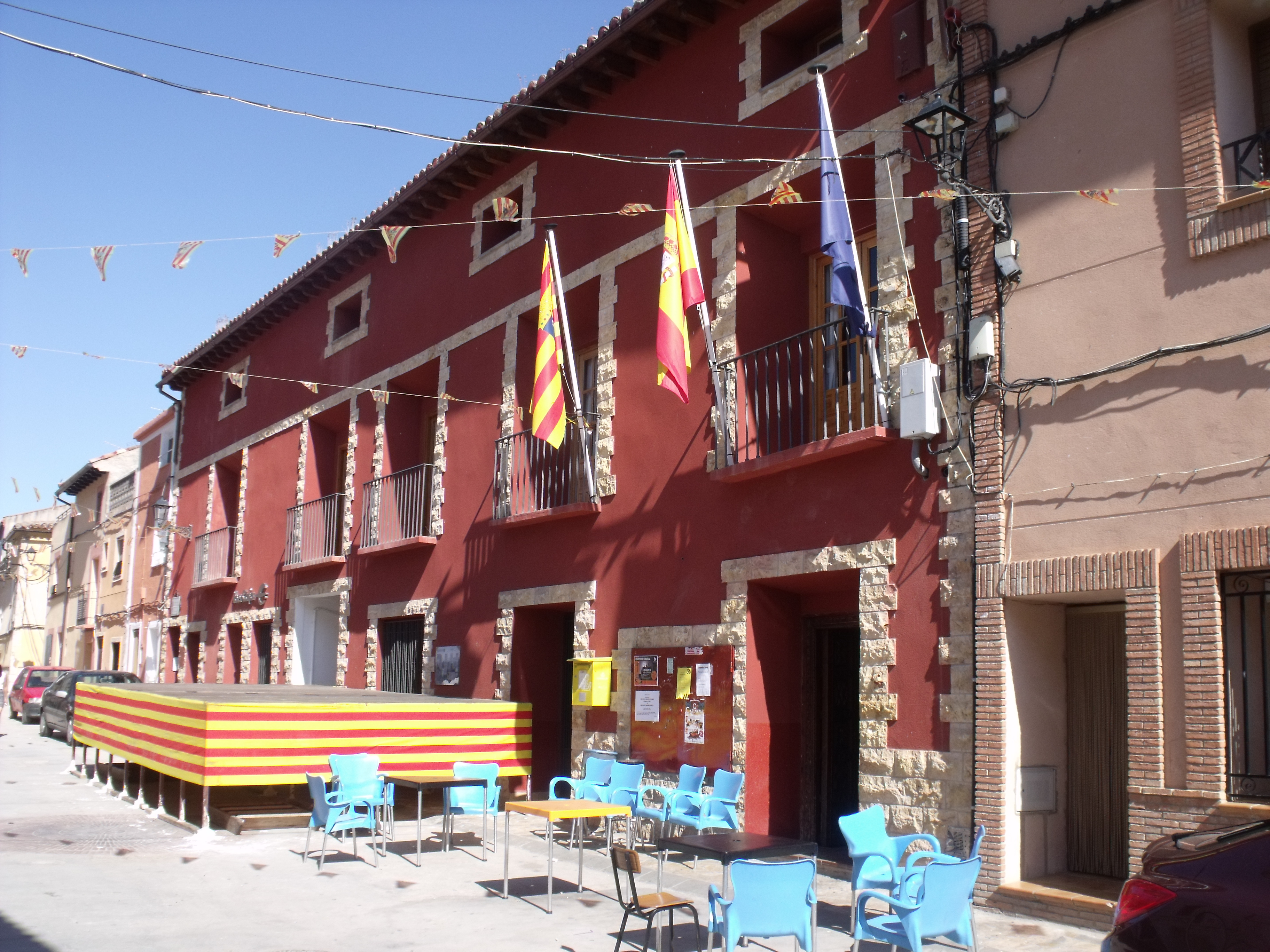

بلدية توسوس (بالإسبانية: Tosos) هي بلدية تقع في مقاطعة سرقسطة التابعة لمنطقة أراغون شمال شرق إسبانيا.

## الديموغرافيا
بلغ عدد سكان بلدية توسوس 242 نسمة عام 2011 (وفقاً للمعهد الوطني الإسباني للإحصاء).
| 211 | 203 | 194 | 221 | 239 | 244 | 242 |